# Castagno (araldica)
In araldica il castagno simboleggia la resistenza e, a causa del guscio che copre e nasconde il suo frutto, la virtù nascosta. Il castagno è rappresentato quasi sempre fruttato e talvolta compare solo il frutto.

Sbarra d'azzurro, caricata al centro di un riccio di castagno aperto e fruttifero al naturale (stemma di Andalo Valtellino)
D'oro, al castagno sradicato di verde (Châtenois, Francia)
Di verde, al ramo di castagno con tre frutti nel riccio d'oro screziato di verde fogliato del secondo (Los Marines, Spagna)
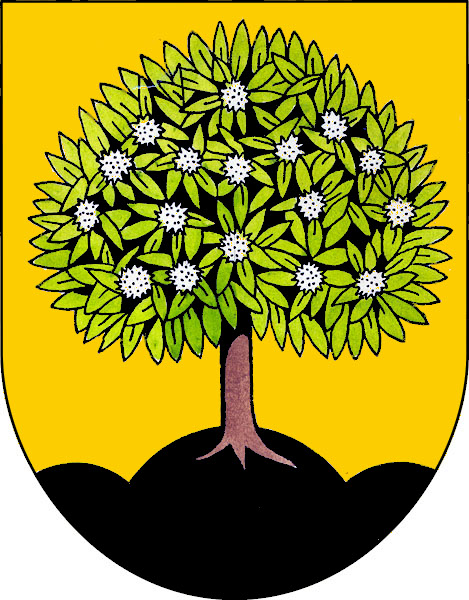
castagno di verde, fruttato di ricci d'argento (Nasavrky, Repubblica Ceca)